# Friedrich Zotter
Friedrich Zotter (* 24. März 1894 in Wien; † 30. Juli 1961 in Graz) war ein österreichischer Architekt.

## Leben

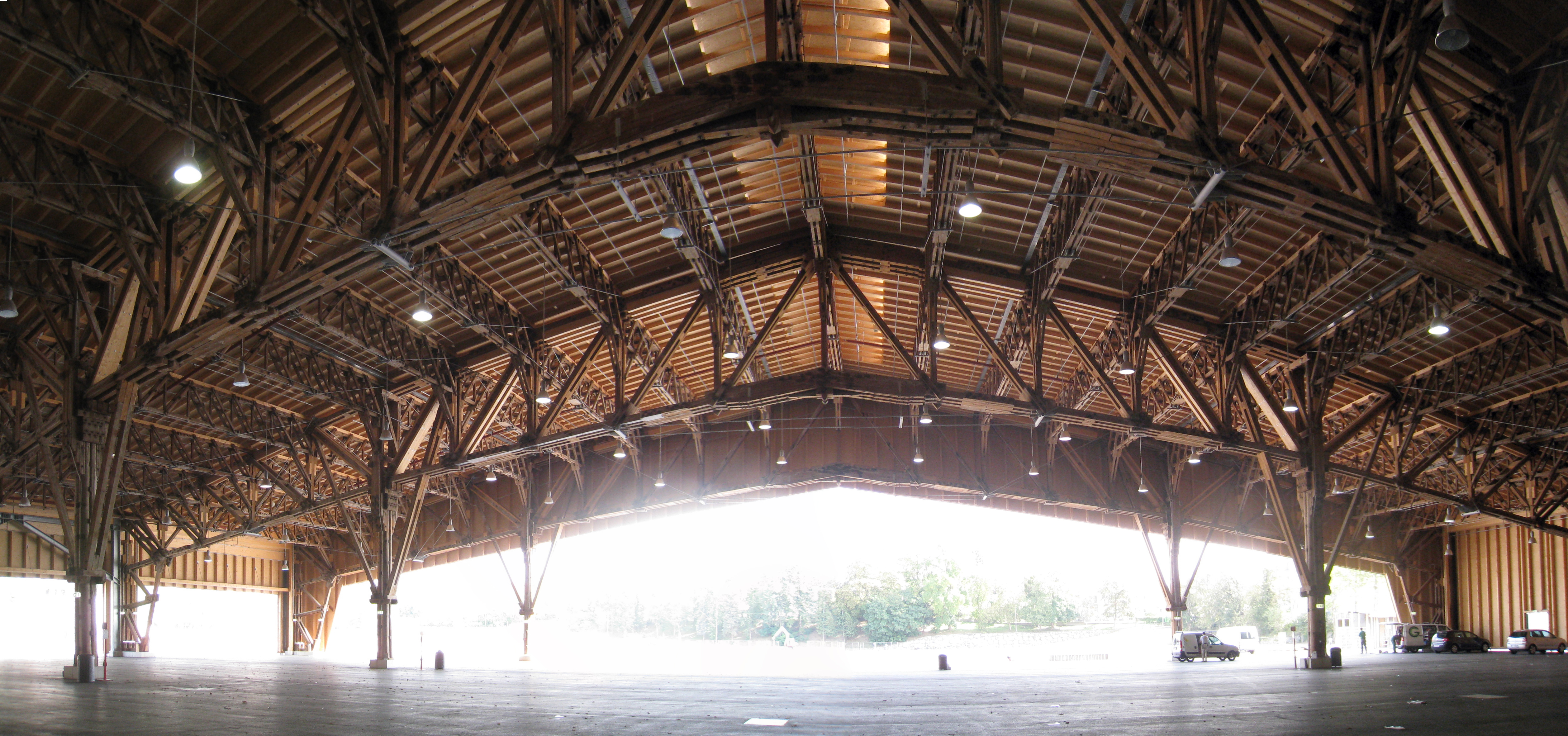
Volkskundgebungshalle 1939, heute Halle B der Messe Graz

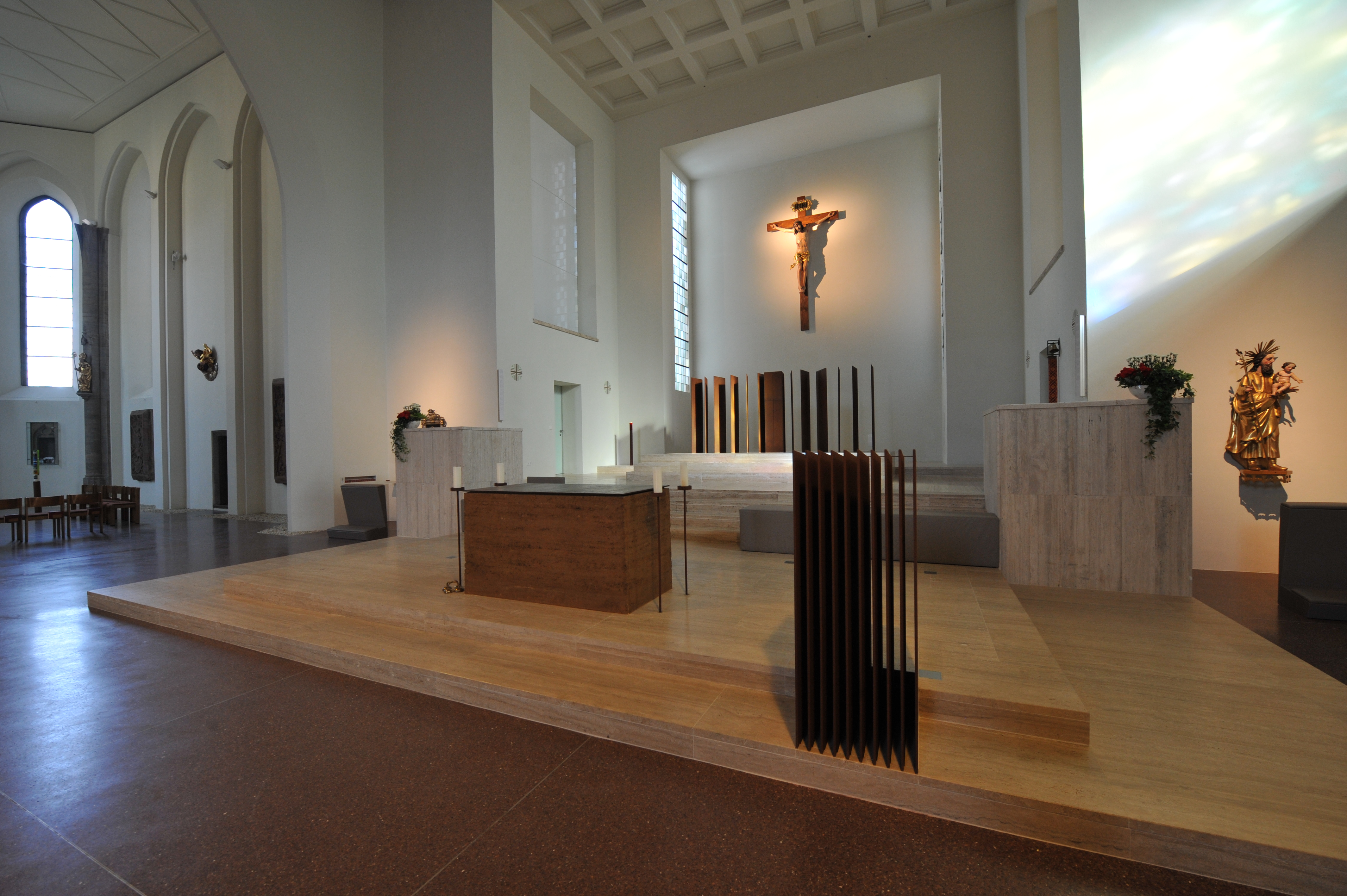
Stadtpfarrkirche Knittelfeld

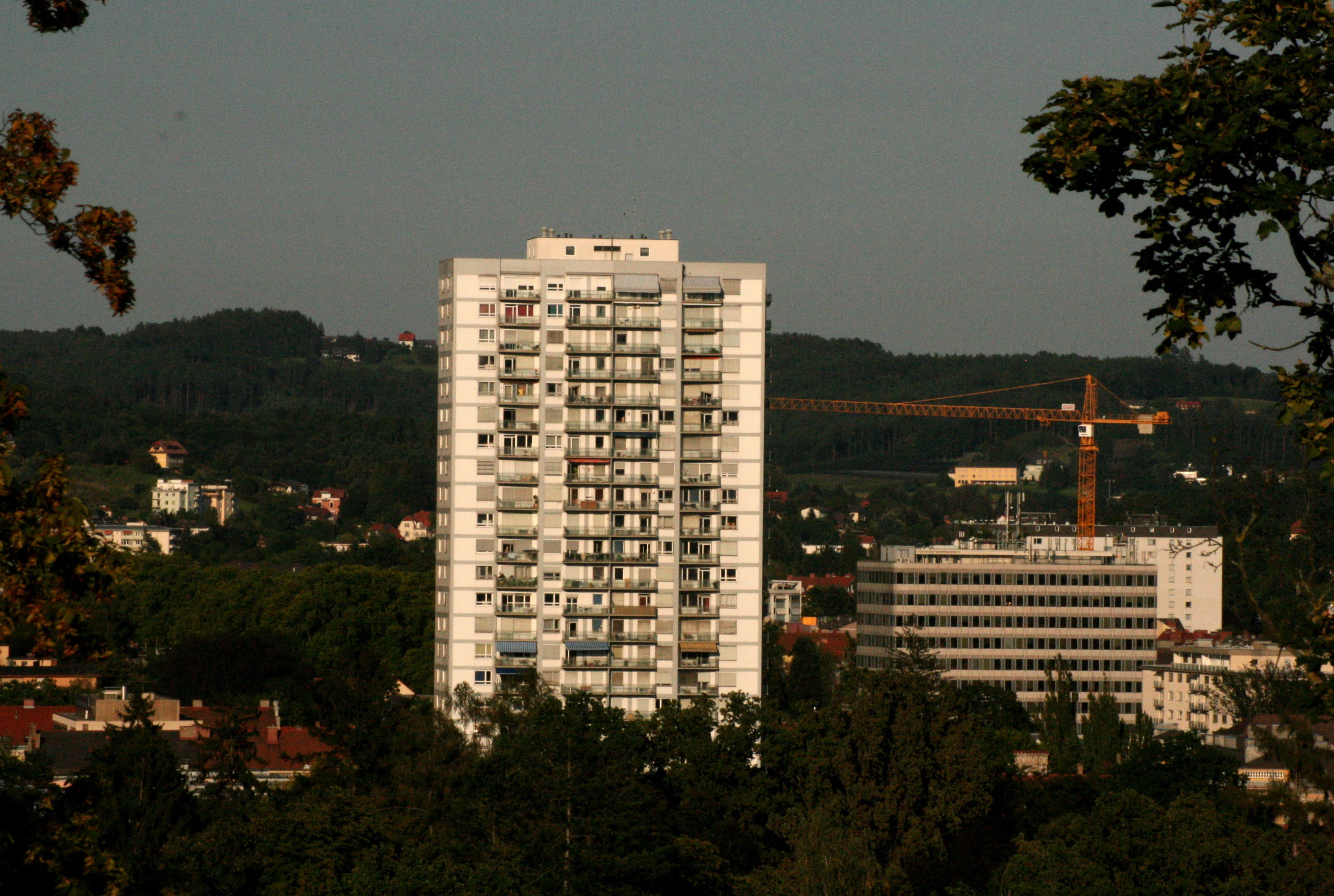
Elisabethhochhaus in Graz

Friedrich Zotter wurde als Sohn des Architekten Eduard Zotter (1857–1938) und Adele Zotter (–1936) geboren. Er besuchte von 1905 bis 1912 die Oberrealschule und studierte von 1912 bis 1920 an der Technischen Universität Wien, unterbrochen von 1915 bis 1918 leistete er Kriegsdienst und rüstete als Leutnant der Reserve ab. 1922 promovierte er zum Doktor der Technik.
Von 1919 bis 1925 war er Assistent bei Karl Mayreder und Max von Ferstel an der Technischen Hochschule Wien. Von 1925 bis 1928 war er außerordentlicher Professor für Baukunst Technischen Hochschule Graz und von 1928 bis 1961 ordentlicher Professor für Baukunst und Entwerfen an der Technischen Hochschule Graz. Um 1940 war er im Rahmen des Kriegsdienstes Lehrer für Brückenbau an der Pionierschule in Speyer. Von 1936 bis 1938 und 1948 war er Rektor an der Technischen Hochschule Graz.
Er praktizierte in den Architekturbüros von Rudolf Krausz und Ernst Gotthilf und war ab 1925 als selbständiger Architekt in Wien und Graz tätig.
Er war Mitglied der Sezession Graz, seit 1933 als Vizepräsident, 1949 bis 1951 als Präsident.
Er war freundschaftlich mit seinem Schüler Herbert Eichholzer verbunden, mit dem er in den 1930er Jahren zusammenarbeitete. Beide waren kurz in der Architekturabteilung der 1938 von Otto Basil ins Leben gerufenen avantgardistischen Kunstzeitschrift PLAN engagiert, Eichholzer wurde vom NS-Staat hingerichtet.

## Anerkennungen
- ab 1975: Friedrich-Zotter-Gedächtnispreis, gestiftet von der Zentralvereinigung der Architekten Österreichs

## Realisierungen
- 1928: mit Erwin Böck und Max Theuer: Wohnhausanlage der Gemeinde Wien, Wien 10, Friesenplatz 1–2.
- 1929–1931: mit Heinrich Schreiner: Wohnhausanlage in Graz, Geidorfgürtel 20–24 und Schubertstraße 22–26.
- 1934: mit dem Bildhauer Anton Weinkopf (1886–1948): Kriegerdenkmal für Graz
- 1939: mit Karl Hoffmann: Volkskundgebungshalle in Graz, Hötzendorferstraße.
- 1940–1942: mit Karl Hoffmann: Böhlersiedlung in Kapfenberg, Schirmitzbühel.
- 1948–1956: Wiederaufbau und Neugestaltung der Stadtpfarrkirche Knittelfeld
- ab 1954 bis 1964: mit Karl Raimund Lorenz: Elisabethhochhaus in Graz[1]